# Bataille de Myriokephalon
Guerres byzantino-seldjoukides
Batailles
- Kapetrou
- 1re Manzikert
- Césarée
- Iconium
- 2e Manzikert
- Campagnes seldjoukides en mer Égée
- 2e Nicée
- 3e Nicée (en)
- Philomélion
- Campagnes de Jean II Comnène
- Laodicée
- Shaizar
- Myriokephalon
- Hyelion et Leimocheir
- Cotyaeum
- Trébizonde
- Antalya
- Antioche du Méandre

La bataille de Myriokephalon (ou Myriocephalum) est une bataille entre l'empire byzantin et les Turcs seldjoukides en Phrygie le 17 septembre 1176.

## Contexte historique
Depuis l'instauration de la dynastie des Comnènes en 1081 et le déclenchement de la première croisade quelques années plus tard, les Byzantins sont parvenus à reconquérir les littoraux de l'Anatolie et à confiner la présence turque sur les plateaux centraux, autour du sultanat de Roum dont la capitale est Konya. L'empereur Manuel Ier s'efforce de réduire encore plus cette présence et à subordonner les Turcs à l'Empire. À la suite d'une série de campagnes entre 1158 et 1161, il impose un traité favorable aux Byzantins, puisque le sultan doit reconnaître leur suzeraineté. Peu après, Kilic Arslan II se rend à Constantinople où il est reçu chaleureusement par Manuel, comme invité mais aussi comme vassal de l'Empire. Les années qui suivent sont pacifiques mais cette trêve demeure fragile car les Seldjoukides lorgnent sur les plaines littorales, plus fertiles que l'intérieur aride de l'Anatolie. De leur côté, les Byzantins souhaitent toujours dominer l'entièreté de la péninsule, perdue à la suite de la bataille de Manzikert en 1071.
Au cours de cette période de paix, Manuel déploie ses forces sur d'autres fronts, notamment contre le royaume de Hongrie pour assurer la présence impériale dans la péninsule balkanique. Il lutte aussi contre le royaume arménien de Cilicie et parvient à vassaliser la principauté d'Antioche. De son côté, Kilic Arslan profite de la paix pour éliminer ses rivaux internes et renforcer sa puissance militaire. En outre, la mort de Nur ad-Din et l'émergence de Saladin redirige les forces musulmanes de Syrie vers les Croisés et l'Égypte, laissant le sultan seldjoukide libre de ses mouvements. Il élimine notamment les Danichmendides installés à l'est de l'Anatolie et expulse son frère Shahinshah de ses terres proches d'Ankara. Lui et les Danichmendides tentent de susciter l'intervention des Byzantins. Finalement, la paix est rompue en 1175 quand Kilic Arslan refuse de rétrocéder ses conquêtes à l'Empire.

## Les troupes impériales en marche
L'armée byzantine se rassemble à Lopadion et les chroniqueurs rapportent qu'elle est tellement grande qu'elle s'étalerait sur plus de quinze kilomètres. Elle marche ensuite vers la frontière avec les Seldjoukides en passant par Laodicée du Lycos, Colosses, Lampe, Kelainai, Choma et Antioche de Pisidie. Le sultan tente de négocier mais se heurte à un refus de l'empereur, convaincu de sa supériorité. Manuel envoie Andronic Vatatzès vers Amasya tandis que lui marche sur Konya avec l'essentiel des hommes et au travers de régions très boisées, propices à des embuscades. Ainsi, la force de Vatatzès est détruite en une seule embuscade et les Turcs utilisent ensuite la tête du défunt général pour l'afficher à la pointe d'une pique lors de la bataille de Myrioképhalon.
Les Turcs détruisirent les cultures et empoisonnèrent aussi les réserves d'eau pour rendre l'avance de Manuel plus difficile. Arslan harcela l'armée byzantine dans l'intention de la forcer à aller dans la vallée du Méandre et en particulier vers une passe montagneuse proche de la forteresse de Myriokephalon (« millions de têtes » en grec). Là, Manuel décida d'attaquer, malgré le risque d'autres embuscades et malgré le fait qu'il aurait pu tenter de faire sortir les Turcs hors de leurs positions et les combattre près de la plaine de Philomelion.

## Les forces en présence

### Les Byzantins
Toutes les sources mettent l'accent sur l'importance de l'armée byzantine. John Haldon l'estime entre 20 000 et 30 000 hommes, tandis que John Birkenmeier penche pour 35 000 hommes, en s'appuyant sur l'existence d'un convoi de ravitaillement de 3 000 véhicules, suffisant pour approvisionner entre 30 et 40 000 hommes. Birkenmeier estime que l'armée comprend 25 000 Byzantins, complétés de contingents hongrois envoyés par Béla III et des troupes fournies par des vassaux comme la principauté d'Antioche ou la Serbie. Selon Jean Cinnamus, l'arrivée tardive des contingents serbes et hongrois, peut-être causée par la réticence des souverains concernés, aurait différé le début de la campagne byzantine.
L'armée byzantine est divisée en plusieurs corps, qui traversent la passe selon l'ordre suivant : d'abord une avant-garde, largement composée d'infanterie ; la division principale composée des tagmata d'Orient et d'Occident puis l'aile droite qui comprend les troupes d'Antioche et des contingents d'Occident, dirigée par Baudouin d'Antioche ; le train de ravitaillement ; l'aile gauche, dirigée par Jean Cantacuzène et Théodore Mavrozomès ; l'empereur et sa garde et finalement l'arrière-garde, commandée par l'expérimenté Andronic Kontostéphanos,.

### Les Seldjoukides
Il n'existe pas d'estimation pour les forces seldjoukides. Les sources de l'époque fournissent des chiffres pour d'autres campagnes qui peuvent servir de base de comparaison. En 1160, Jean Kontostéphanos défait une force de 22 000 Turcs tandis qu'en 1177, ce sont entre 20 et 24 000 Turcs qui envahissent la vallée du Méandre. Toutefois, les historiens modernes estiment que le sultanat de Roum est en mesure de déployer au maximum 15 000 hommes, qui correspondrait à l'effectif présent à Myrioképhalon, bien moindre que les près de 30 000 hommes qui combattent à Manzikert un siècle plus tôt mais regroupés par un État bien plus grand que le sultanat de Roum. Ainsi, ce dernier n'oppose guère plus de 8 000 hommes aux croisés lors de la bataille de Dorylée.
L'armée turque comprend deux grandes composantes. D'abord les askars du sultan et de chacun de ses émirs et des troupes irrégulières de Turcomans. Un askari est un soldat professionnel, souvent un mamelouk, c'est-à-dire une sorte d'esclave-soldat. Ils sont payés par du numéraire ou bien par une forme de féodalisme, au travers de la gratification de fiefs appelés Iqtâ. Ces troupes forment le noyau de l'armée de campagne des Turcs, composée de cavalerie plus ou moins lourdement équipée et qui combattent dans des unités compactes, armées de lances et d'arcs. En revanche, les Turcomans sont des cavaliers semi-nomades qui combattent sous l'autorité de leurs chefs. Ils combattent contre la promesse de butin ou de rançons pour des prisonniers ou bien pour défendre leurs pâturages. Ces troupes sont peu fiables mais nombreuses et peuvent être des appuis efficaces comme archers de cavalerie, adeptes des embuscades.

## La bataille
L'avant-garde byzantine est la première à rencontrer les troupes de Kilic Arslan mais elle parvient à passer le col sans trop de pertes, de même que le corps principal qui la suit directement. Les Turcs ne se sont alors peut-être pas déployés complètement. Les Byzantins tentent d'envoyer l'infanterie déloger les Turcs des pentes sur lesquelles ils sont positionnés mais ils ne font que se replier plus haut encore. Les autres corps d'armée byzantins ne prennent pas le temps d'affronter les soldats turcs et tentent de passer en force, sans veiller à maintenir une formation défensive. En outre, elles ne positionnent pas correctement leurs archers. Alors que les deux premiers corps byzantins sont déjà sortis de la passe, l'arrière-garde ne fait qu'y entrer. Ainsi, les Turcs peuvent aisément fermer le piège. Partant des positions hautes sur lesquelles ils se trouvent, ils peuvent attaquer les Byzantins, notamment l'aile droite qui perd rapidement en cohésion et fuit d'une embuscade à l'autre. Elle essuie de lourdes pertes et son commandant, Baudouin d'Antioche, est tué. Les Turcs concentrent ensuite leurs assauts sur le convoi de ravitaillement, s'en prenant aux animaux de trait. L'aile gauche est aussi fortement touchée et l'un de ses généraux, Jean Cantacuzène, est massacré alors qu'il affronte seul plusieurs soldats ennemis. Les soldats byzantins survivants, prenant conscience de l'embuscade en cours, se rendent compte aussi qu'ils sont attaqués par derrière et commencent à paniquer. Enfin, une tempête de sable finit de désorganiser les troupes byzantines, même si les Turcs sont certainement aussi fragilisés par cet événement météorologique. Selon certains récits, Manuel aurait été sous le choc et se serait assis, attendant passivement l'issue de la bataille.
Finalement, les principaux officiers seraient parvenus à le remettre sur pieds et l'empereur fait restaurer une certaine discipline. Il ordonne à ses forces de prendre une formation défensive puis de forcer le passage jusqu'au convoi de ravitaillement. De là, les généraux Jean et Andronic Ange, Constantin Makrodoukas et Andronic Lapardas établissent une position fortifiée qui sert de refuge aux troupes toujours aux prises avec les Turcs. Finalement, l'arrière-garde y parvient juste après l'empereur en ayant subi des pertes limitées.
Durant la nuit, les Byzantins repoussent plusieurs attaques d'archers montés. Selon Nicétas Choniatès, l'empereur aurait envisagé d'abandonner le campement mais en aurait été dissuadé par les critiques d'un soldat anonyme et le désaccord exprimé par Andronic Kontostéphanos. Toutefois, ce récit est certainement romancé. Le lendemain, les Turcs encerclent le camp en tirant des flèches enflammées et Manuel ordonne deux contre-attaques, dirigées d'abord par Jean Ange puis Constantin Makrodoukas mais aucune opération d'envergure n'est menée.

## Résultats
Les deux côtés souffrirent de lourdes pertes, mais la destruction de l'équipement de siège de l'armée byzantine prive les Byzantins, des moyens nécessaires à l'attaque d'Iconium, capitale de Kılıç Arslan II. Cependant, le sultan seldjoukide Kılıç Arslan II était enclin à signer rapidement la paix. Manuel et son armée furent donc autorisés à quitter la région à condition de démanteler leurs forts et à retirer la frontière sur une ligne allant de Dorylée à Siblia. Mais Manuel n'avait pas confiance en ces offres, car le sultan avait déjà transgressé les termes du précédent traité, signé après une victoire byzantine en 1162.
Manuel lui-même compara sa défaite à la défaite byzantine de Manzikert, et, comme Manzikert, elle devint un désastre légendaire ; mais en réalité, elle ne causa pas la ruine de l'armée byzantine qui combattit en Asie mineure l'année suivante. L'armée byzantine, rapidement remise de cet échec, repart en campagne en 1177, reconquérant la plupart des territoires perdus. Manuel continua de rencontrer les Seldjoukides lors d'affrontements mineurs avec un certain succès jusqu'à sa mort en 1180. Cependant, ces derniers s'avancèrent graduellement en territoire byzantin, grignotant le territoire chrétien et modifiant les rapports de forces locaux entre les deux puissances.
Myriokephalon eut davantage d'impact psychologique que militaire, en prouvant une fois de plus que l'Empire ne pouvait plus chasser les Turcs d'Anatolie, malgré les reconquêtes partielles qui avaient eu lieu durant les 100 précédentes années. Les ambitions italiennes et égyptiennes de Manuel constituent le principal obstacle à une politique active et de longue haleine en Anatolie partiellement conquise par les Turcs. Cela a donné au sultan un certain nombre d'années pour éliminer ses rivaux et construire une force capable de tenir tête aux armées byzantines. De plus, Manuel commit de sérieuses erreurs tactiques, telles que ne pas faire reconnaître la route avant de s'y engager et de ne pas écouter ses officiers expérimentés. Ces erreurs le menèrent droit vers une embuscade.
Après la mort de Manuel, l'Empire s'enfonça dans l'anarchie et ne fut plus jamais en position de monter une grande offensive vers l'est. Ainsi, la défaite à Myriokephalon marqua la fin des tentatives byzantines pour récupérer le plateau anatolien, dès lors définitivement perdu pour l'Empire. Les populations chrétiennes s'en rendirent compte et se laissèrent progressivement convertir à l'islam, pour ne plus payer de Djizîa (impôt sur les non-musulmans). Ainsi, au fil des siècles, les Turcs acquirent en Anatolie centrale un poids démographique supérieur à celui des Roumis (fidèles du patriarche de Constantinople).

## Sources
- (en) Michael Angold, The Byzantine Empire 1025-1204, Harlow, Longman, 1984, 2e éd., 374 p. (ISBN 978-0-582-29468-4)
- (en) John Birkenmeier, The Development of the Komnenian Army: 1081–1180, Brill, 2002 (ISBN 90-04-11710-5)
- (en) John Haldon, The Byzantine Wars, Stroud: Tempus, 2001 (ISBN 978-0-7524-1795-0)
- (en) I. Heath, Armies and Enemies of the Crusades 1096-1291, Wargames Research Group, 2019 (ISBN 9780244474881)
- (en) Paul Magdalino, The Empire of Manuel I Komnenos, 1143-1180, Cambridge, Cambridge University Press, 1993, 557 p. (ISBN 978-0-521-30571-6, lire en ligne)
- (en) Warren Treadgold, A History of the Byzantine State and Society, Stanford, University of Stanford Press, 1997, 1019 p. (ISBN 978-0-8047-2630-6, lire en ligne).